# Rosemary Carpenter
Rosemary Carpenter ist eine britische Pflanzengenetikerin.
Carpenter arbeitete ab 1962 als technische Forschungsassistentin und Gruppenleiterin im Labor von Brian Harrison am John Innes Centre an instabilen Mutanten des Löwenmäulchens (Antirrhinum). Dabei entwickelten sie eine Methode mit der Temperatur die Rate der Instabilität spezieller Gene (über Transposons) zu kontrollieren. Ab den 1980er Jahren begann sie eine Zusammenarbeit mit Enrico Coen, der damals neu zum John Innes Centre kam, um Löwenmäulchen als Modellorganismus für das Studium der Genetik der Blütenentwicklung zu etablieren. Sie isolierten die Gene, die die Blütenentwicklung kontrollieren, darunter auch die Farbe über kleine RNA. 2003 ging sie in den Ruhestand.
1998 erhielt sie einen D.Sc. der University of East Anglia (Studies on genetic instability in Antirrhinum majus). 2004 erhielt sie mit Coen die Darwin-Medaille.

## Schriften (Auswahl)
- mit C. Martin, H. Sommer, H. Saedler, E. Coen: Molecular analysis of instability in flower pigmentation of Antirrhinum majus, following isolation of the pallida locus by transposon tagging, EMBO Journal, Band 4, 1985, S. 1625–1630
- mit E. Coen: Floral homeotic mutations produced by transposon-mutagenesis in Antirrhinum majus, Genes & Development, Band 4, 1990, S. 1483–1493.
- mit E. Coen J. Romero, S. Doyle, R. Elliott, G. Murphy: floricaula: A homeotic gene required for flower development in antirrhinum majus, Cell, Band 63, 1990, S. 1311–1322.
- mit J. Goodrich, E. Coen: A common gene regulates pigmentation pattern in diverse plant species, Cell, Band 68, 1992, S. 955–964.
- mit E. Coen: The Metamorphosis of Flowers,  The Plant Cell, Band 5, 1993, S. 1175.
- mit E. Coen: Transposon induced chimeras show that floricaula, a meristem identity gene, acts non-autonomously between cell layers, Development, Band 121, 1995, S. 19–26
- mit D. Lua, C. Vincent, L. Copsey, E. Coen: Origin of floral asymmetry in Antirrhinum, Nature, Band 383, 1996, S. 794–799.
- mit D. Bradley,  E. Coen u. a.: Control of inflorescence architecture in Antirrhinum,  Nature, Band 379, 1996, S. 791–797.